# Росс Каунті
«Росс Каунті» (шотл. Ross County F.C.) — професійний шотландський футбольний клуб з міста Дінгволл. Виступає у шотландському Прем'єршипі. Домашні матчі проводить на стадіоні «Вікторія Парк», який вміщує 6 541 глядача.

## Історія
Головним досягненням клубу «Росс Каунті» є вихід у фінал Кубка Шотландії в сезоні 2009-10, де він програв Данді Юнайтед з рахунком 3:0.

## Досягнення
- Кубок Шотландії:
  - Фіналіст (1): 2009-10

- Кубок Ліги
  - Володар (1): 2015-16